# Колон (Путумайо)
Колон (исп. Colón) — город и муниципалитет на юго-западе Колумбии, на территории департамента Путумайо.

## История
Поселение, из которого позднее вырос город, было основано в 1916 году. Муниципалитет Колон был выделен в отдельную административную единицу 7 декабря 1989 года.

## Географическое положение

Муниципалитет Колон

Город расположен в северо-западной части департамента, в пределах горной местности Центральной Кордильеры, в верховьях реки Путумайо, на расстоянии приблизительно 35 километров к западо-северо-западу от города Мокоа, административного центра департамента. Абсолютная высота — 2097 метров над уровнем моря.
Муниципалитет Колон граничит на востоке с территорией муниципалитета Сибундой, на юго-востоке — с муниципалитетом Сан-Франсиско, на юге — с муниципалитетом Сантьяго, на севере и западе — с территорией департамента Нариньо. Площадь муниципалитета составляет 75,38 км².

## Население
По данным Национального административного департамента статистики Колумбии, совокупная численность населения города и муниципалитета в 2024 году составляла 5893 человека.
Динамика численности населения муниципалитета по годам:
| 2005 | 2010 | 2015 | 2020 | 2021 | 2022 | 2023 | 2024 |
| ---- | ---- | ---- | ---- | ---- | ---- | ---- | ---- |
| 5166 | 5321 | 5519 | 5591 | 5631 | 5719 | 5800 | 5893 |

Согласно данным переписи 2005 года мужчины составляли 49 % от населения Колона, женщины — соответственно 51 %. В расовом отношении белые и метисы составляли 63,6 % от населения города; индейцы — 36,1 %; негры и мулаты — 0,3 %.

## Экономика
Большинство трудоспособного населения занято в сельском хозяйстве.

## Транспорт
Через город проходит национальное шоссе № 10 (исп. Ruta Nacional 10).